# Česko na Zimních olympijských hrách 2014

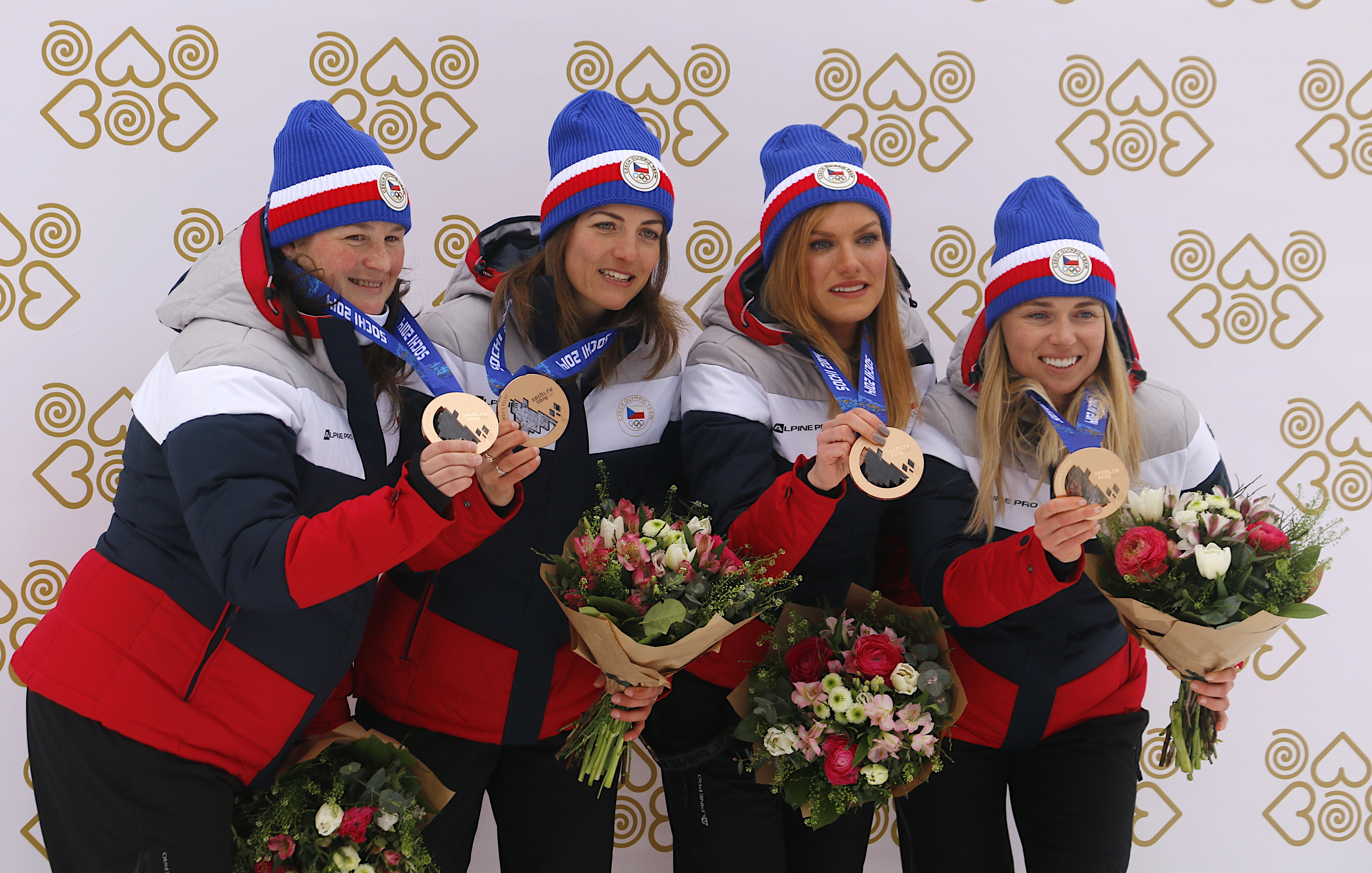
Bronzové medailistky z biatlonové štafety žen Veronika Vítková, Jitka Landová, Gabriela Soukalová a Eva Puskarčíková při dodatečném převzetí medailí v roce 2023 po diskvalifikaci Rusek

Česko na Zimních olympijských hrách 2014 reprezentovalo 88 sportovců, ve 13 druzích sportu, kteří se zúčastnili her ve dnech 7. – 23. února 2014. Konečná nominace byla oznámena 16. ledna 2014. Výprava získala celkem 9 medailí, což je nejvíce v historii samostatného Česka i Československa na zimních hrách.

## Medailové pozice
| Medaile | Jméno                                                              | Sport          | Disciplína             | Datum          |
| ------- | ------------------------------------------------------------------ | -------------- | ---------------------- | -------------- |
| Zlato   | Eva Samková                                                        | Snowboard      | Ženy – snowboardcross  | 16. února 2014 |
| Zlato   | Martina Sáblíková                                                  | Rychlobruslení | Ženy – 5000 m          | 19. února 2014 |
| Stříbro | Martina Sáblíková                                                  | Rychlobruslení | Ženy – 3000 m          | 9. února 2014  |
| Stříbro | Ondřej Moravec                                                     | Biatlon        | Muži – stíhací závod   | 10. února 2014 |
| Stříbro | Gabriela Soukalová                                                 | Biatlon        | Ženy – hromadný start  | 17. února 2014 |
| Stříbro | Gabriela Soukalová Veronika Vítková Jaroslav Soukup Ondřej Moravec | Biatlon        | Týmy – smíšená štafeta | 19. února 2014 |
| Bronz   | Jaroslav Soukup                                                    | Biatlon        | Muži – sprint          | 8. února 2014  |
| Bronz   | Ondřej Moravec                                                     | Biatlon        | Muži – hromadný start  | 18. února 2014 |
| Bronz   | Eva Puskarčíková Gabriela Soukalová Jitka Landová Veronika Vítková | Biatlon        | Ženy – štafeta         | 21. února 2014 |

## Počty účastníků podle sportovních odvětví
Počet českých sportovců startujících v jednotlivých olympijských sportech.
| Sport                | Muži | Ženy | Celkem |
| -------------------- | ---- | ---- | ------ |
| Akrobatické lyžování | 2    | 4    | 6      |
| Alpské lyžování      | 4    | 4    | 8      |
| Běžecké lyžování     | 6    | 4    | 10     |
| Biatlon              | 5    | 5    | 10     |
| Boby                 | 4    | 0    | 4      |
| Krasobruslení        | 2    | 1    | 3      |
| Lední hokej          | 25   | 0    | 25     |
| Rychlobruslení       | 0    | 2    | 2      |
| Saně                 | 3    | 1    | 4      |
| Severská kombinace   | 4    | 0    | 4      |
| Short track          | 1    | 1    | 2      |
| Skoky na lyžích      | 5    | 0    | 5      |
| Snowboarding         | 2    | 3    | 5      |
| Celkem               | 63   | 25   | 88     |

## Výsledky českých sportovců

### Akrobatické lyžování
Boule
| Závod | Sportovci         | Kvalifikace | Kvalifikace | Kvalifikace | Kvalifikace | Kvalifikace | Kvalifikace | Kvalifikace | Kvalifikace | Finále             | Finále             | Finále             | Finále             | Finále             | Finále             | Finále             | Finále             | Finále             | Finále             | Finále             | Finále             |
| Závod | Sportovci         | 1. kolo     | 1. kolo     | 1. kolo     | 1. kolo     | 2. kolo     | 2. kolo     | 2. kolo     | 2. kolo     | 1. kolo            | 1. kolo            | 1. kolo            | 1. kolo            | 2. kolo            | 2. kolo            | 2. kolo            | 2. kolo            | 3. kolo            | 3. kolo            | 3. kolo            | 3. kolo            |
| Závod | Sportovci         | Čas         | Body        | Výsledek    | Pořadí      | Čas         | Body        | Výsledek    | Pořadí      | Čas                | Body               | Výsledek           | Pořadí             | Čas                | Body               | Výsledek           | Pořadí             | Čas                | Body               | Výsledek           | Pořadí             |
| ----- | ----------------- | ----------- | ----------- | ----------- | ----------- | ----------- | ----------- | ----------- | ----------- | ------------------ | ------------------ | ------------------ | ------------------ | ------------------ | ------------------ | ------------------ | ------------------ | ------------------ | ------------------ | ------------------ | ------------------ |
| Ženy  | Nikola Sudová     | 31.30       | 14.86       | 20.38       | 11          | 31.48       | 14.98       | 20.43       | 3 Q         | 30.76              | 16.08              | 21.82              | 1 Q                | 32.09              | 15.76              | 20.97              | 9                  | Nekvalifikovala se | Nekvalifikovala se | Nekvalifikovala se | Nekvalifikovala se |
| Ženy  | Tereza Vaculíková | 34.03       | 13.02       | 17.46       | 20          | DNF         | DNF         | DNF         | DNF         | Nekvalifikovala se | Nekvalifikovala se | Nekvalifikovala se | Nekvalifikovala se | Nekvalifikovala se | Nekvalifikovala se | Nekvalifikovala se | Nekvalifikovala se | Nekvalifikovala se | Nekvalifikovala se | Nekvalifikovala se | Nekvalifikovala se |

Skikros
| Závod | Sportovci       | Kvalifikace | Kvalifikace | Osmifinále   | Čtvrtfinále  | Semifinále   | Finále       | Finále |
| Závod | Sportovci       | Čas         | Pořadí      | Pozice       | Pozice       | Pozice       | Pozice       | Pořadí |
| ----- | --------------- | ----------- | ----------- | ------------ | ------------ | ------------ | ------------ | ------ |
| Muži  | Tomáš Kraus     | 1:17.41     | 10          | 3*           | Nepostoupil  | Nepostoupil  | Nepostoupil  | 18     |
| Ženy  | Nikol Kučerová  | Nedokončila | 27          | Nepostoupila | Nepostoupila | Nepostoupila | Nepostoupila | 24     |
| Ženy  | Andrea Zemanová | 1:25.96     | 20          | 3*           | Nepostoupila | Nepostoupila | Nepostoupila | 21     |

* - místo ve své osmifinálové jízdě
Slopestyle
| Závod | Sportovci   | Kvalifikace | Kvalifikace | Kvalifikace | Kvalifikace | Kvalifikace | Kvalifikace | Finále      | Finále      | Finále      | Finále      |
| Závod | Sportovci   | 1. jízda    | Pořadí      | 2. jízda    | Pořadí      | Lepší       | Pořadí      | 1. jízda    | 2. jízda    | Lepší       | Pořadí      |
| ----- | ----------- | ----------- | ----------- | ----------- | ----------- | ----------- | ----------- | ----------- | ----------- | ----------- | ----------- |
| Muži  | Marek Skála | 51.60       | 19          | 54.60       | 20          | 54.60       | 26          | Nepostoupil | Nepostoupil | Nepostoupil | Nepostoupil |

### Alpské lyžování
Muži
| Závod            | Sportovci      | 1. kolo     | 2. kolo     | Celkem      | Ztráta      | Pořadí      |
| ---------------- | -------------- | ----------- | ----------- | ----------- | ----------- | ----------- |
| Sjezd            | Ondřej Bank    |             |             | 2:08,24     | +2,01       | 20.         |
| Sjezd            | Martin Vráblík |             |             | 2:11,73     | +5,50       | 35.         |
| Superkombinace   | Ondřej Bank    | 1:53.38     | 53.46       | 2:46.84     | +1.64       | 7           |
| Superkombinace   | Martin Vráblík | 1:56.36     | 51.56       | 2:47.92     | +2.72       | 16          |
| Superobří slalom | Ondřej Bank    |             |             |             |             | 9           |
| Superobří slalom | Martin Vráblík |             |             |             |             |             |
| Obří slalom      | Ondřej Bank    | 1:22.01     | 1:24.28     | 2:46.29     | +1.00       | 5           |
| Obří slalom      | Kryštof Krýzl  | Nedokončil  | Nedokončil  | Nedokončil  | Nedokončil  | Nedokončil  |
| Obří slalom      | Martin Vráblík | 1:24.83     | 1:26.01     | 2:50.84     | +5.55       | 31          |
| Slalom           | Ondřej Bank    | Nenastoupil | Nenastoupil | Nenastoupil | Nenastoupil | Nenastoupil |
| Slalom           | Kryštof Krýzl  | 49.63       | Nedokončil  | Nedokončil  | Nedokončil  | Nedokončil  |
| Slalom           | Filip Trejbal  | 50.80       | Nedokončil  | Nedokončil  | Nedokončil  | Nedokončil  |
| Slalom           | Martin Vráblík | Nedokončil  | Nedokončil  | Nedokončil  | Nedokončil  | Nedokončil  |

Ženy
| Závod            | Sportovci           | 1. kolo      | 2. kolo      | Celkem       | Ztráta       | Pořadí       |
| ---------------- | ------------------- | ------------ | ------------ | ------------ | ------------ | ------------ |
| Sjezd            | Klára Křížová       |              |              | 1:43.47      | +1.90        | 21           |
| Sjezd            | Šárka Strachová     |              |              | nestartovala | nestartovala | nestartovala |
| Superkombinace   | Klára Křížová       | 1:44,89      | 57,51        | 2:42,40      | +7,78        | 19.          |
| Superkombinace   | Šárka Strachová     | 1:46,51      | 50,10        | 2:36,61      | +1,99        | 9.           |
| Superobří slalom | Klára Křížová       |              |              | 1:28,30      | +2,78        | 17.          |
| Superobří slalom | Kateřina Pauláthová |              |              | 1:30,17      | +4,65        | 25.          |
| Superobří slalom | Šárka Strachová     | nestartovala | nestartovala | nestartovala | nestartovala | nestartovala |
| Obří slalom      | Martina Dubovská    | Nedokončila  | Nedokončila  | Nedokončila  | Nedokončila  | Nedokončila  |
| Obří slalom      | Klára Křížová       | nestartovala | nestartovala | nestartovala | nestartovala | nestartovala |
| Obří slalom      | Kateřina Pauláthová | Nedokončila  | Nedokončila  | Nedokončila  | Nedokončila  | Nedokončila  |
| Obří slalom      | Šárka Strachová     | Nedokončila  | Nedokončila  | Nedokončila  | Nedokončila  | Nedokončila  |
| Slalom           | Martina Dubovská    | 57.80        | 53.62        | 1:51.42      | +6.88        | 22           |
| Slalom           | Kateřina Pauláthová | Nedokončila  | Nedokončila  | Nedokončila  | Nedokončila  | Nedokončila  |
| Slalom           | Šárka Strachová     | 55.14        | 52.25        | 1:47.39      | +2.85        | 10           |

### Běh na lyžích
Distanční závody
Muži
| Závod           | Sportovci                                        | Klasicky | Klasicky | Freestyle | Freestyle | Finále      | Finále      | Finále      |
| Závod           | Sportovci                                        | Čas      | Pořadí   | Čas       | Pořadí    | Čas         | Ztráta      | Pořadí      |
| --------------- | ------------------------------------------------ | -------- | -------- | --------- | --------- | ----------- | ----------- | ----------- |
| 15 km klasicky  | Lukáš Bauer                                      |          |          |           |           | 39:28.6     | +58.9       | 5           |
| 15 km klasicky  | Martin Jakš                                      |          |          |           |           | nestartoval | nestartoval | nestartoval |
| 15 km klasicky  | Dušan Kožíšek                                    |          |          |           |           | nestartoval | nestartoval | nestartoval |
| 15 km klasicky  | Jiří Magál                                       |          |          |           |           | nestartoval | nestartoval | nestartoval |
| 15 km klasicky  | Petr Novák                                       |          |          |           |           | nestartoval | nestartoval | nestartoval |
| 15 km klasicky  | Aleš Razým                                       |          |          |           |           | nestartoval | nestartoval | nestartoval |
| 30 km skiatlon  | Martin Jakš                                      | 37:20.5  | 39       | 33:00.9   | 24        | 1:10:25.1   | +2:36.7     | 28          |
| 30 km skiatlon  | Jiří Magál                                       | 37:45.6  | 46       | 34:23.0   | 43        | 1:12:49.5   | +4:34.1     | 44          |
| 30 km skiatlon  | Petr Novák                                       | 37:56.0  | 47       | 32:59.2   | 21        | 1:11:28.5   | +3:13.1     | 36          |
| Štafeta 4×10 km | Lukáš Bauer Martin Jakš Dušan Kožíšek Aleš Razým |          |          |           |           | 1:30:36.8   | +1:54.8     | 8           |

Ženy
| Závod            | Sportovci                                                             | Klasicky | Klasicky | Volným stylem | Volným stylem | Finále       | Finále       | Finále       |
| Závod            | Sportovci                                                             | Čas      | Pořadí   | Čas           | Pořadí        | Čas          | Ztráta       | Pořadí       |
| ---------------- | --------------------------------------------------------------------- | -------- | -------- | ------------- | ------------- | ------------ | ------------ | ------------ |
| 10 km klasicky   | Karolína Grohová                                                      |          |          |               |               | nestartovala | nestartovala | nestartovala |
| 10 km klasicky   | Klára Moravcová                                                       |          |          |               |               | 32:00.6      | +3:42.8      | 48           |
| 10 km klasicky   | Petra Nováková                                                        |          |          |               |               | nestartovala | nestartovala | nestartovala |
| 10 km klasicky   | Eva Vrabcová Nývltová                                                 |          |          |               |               | 30:06.7      | +1:48.9      | 21           |
| 15 km skiatlon   | Klára Moravcová                                                       | 22:00.9  | 56       | 21:57.2       | 56            | 44:40.8      | +6:07.2      | 58           |
| 15 km skiatlon   | Petra Nováková                                                        | 20:16.5  | 33       | 20:26.0       | 33            | 41:20.7      | +2:47.1      | 36           |
| 15 km skiatlon   | Eva Vrabcová Nývltová                                                 | 19:51.0  | 17       | 19:44.1       | 11            | 40:08.8      | +1:35.2      | 11           |
| Štafeta 4 x 5 km | Karolína Grohová Klára Moravcová Petra Nováková Eva Vrabcová Nývltová |          |          |               |               | 56:29.8      | +3:27.1      | 10           |

Sprint
| Závod                | Sportovci                                                             | Kvalifikace  | Kvalifikace  | Čtvrtfinále  | Čtvrtfinále  | Semifinále   | Semifinále   | Finále       | Finále       |
| Závod                | Sportovci                                                             | Čas          | Pořadí       | Čas          | Pořadí       | Čas          | Pořadí       | Čas          | Pořadí       |
| -------------------- | --------------------------------------------------------------------- | ------------ | ------------ | ------------ | ------------ | ------------ | ------------ | ------------ | ------------ |
| Sprint mužů          | Dušan Kožíšek                                                         | 3:40.56      | 41           | Nepostoupil  | Nepostoupil  | Nepostoupil  | Nepostoupil  | Nepostoupil  | Nepostoupil  |
| Sprint mužů          | Aleš Razým                                                            | 3:43.24      | 49           | Nepostoupil  | Nepostoupil  | Nepostoupil  | Nepostoupil  | Nepostoupil  | Nepostoupil  |
| Sprint dvojic - muži | Dušan Kožíšek Aleš Razým                                              |              |              |              |              | 23:39.06     | 7            | 24:01.83     | 9            |
| Sprint žen           | Karolína Grohová                                                      | 2:41.75      | 38           | Nepostoupila | Nepostoupila | Nepostoupila | Nepostoupila | Nepostoupila | Nepostoupila |
| Sprint žen           | Petra Nováková                                                        | 2:39.44      | 25           | 2:47.52      | 5*           | Nepostoupila | Nepostoupila | Nepostoupila | Nepostoupila |
| Sprint žen           | Eva Vrabcová Nývltová                                                 | nestartovala | nestartovala | nestartovala | nestartovala | nestartovala | nestartovala | nestartovala | nestartovala |
| Sprint dvojic - ženy | Karolína Grohová Klára Moravcová Petra Nováková Eva Vrabcová Nývltová |              |              |              |              | nestartovaly | nestartovaly | nestartovaly | nestartovaly |

* - 5 místo ve 3 čtvrtfinále

### Biatlon
Muži
| závod                             | sportovci           | střelba | výsledek  | umístění         |
| --------------------------------- | ------------------- | ------- | --------- | ---------------- |
| Sprint (10 km)                    | Jaroslav Soukup     | 0+0     | 24:39,2   | Bronzová medaile |
| Sprint (10 km)                    | Ondřej Moravec      | 0+0     | 24:48,1   | 8.               |
| Sprint (10 km)                    | Michal Šlesingr     | 1+0     | 25:51,7   | 31.              |
| Sprint (10 km)                    | Tomáš Krupčík       | 1+1     | 27:39,3   | 74.              |
| Stíhací závod (12,5 km)           | Ondřej Moravec      | 0+0+0+0 | 34:02,7   | Stříbrná medaile |
| Stíhací závod (12,5 km)           | Jaroslav Soukup     | 0+0+2+2 | 35:35,0   | 20.              |
| Stíhací závod (12,5 km)           | Michal Šlesingr     | -       | -         | nenastoupil      |
| Individuální závod (20 km)        | Jaroslav Soukup     | 1+0+0+0 | 51:55,1   | 17.              |
| Individuální závod (20 km)        | Ondřej Moravec      | 1+0+0+1 | 51:55,8   | 18.              |
| Individuální závod (20 km)        | Michal Šlesingr     | 1+0+0+1 | 55:57,9   | 56.              |
| Individuální závod (20 km)        | Michal Krčmář       | 1+1+1+0 | 56:14,1   | 60.              |
| Závod s hromadným startem (15 km) | Ondřej Moravec      | 0+0+0+0 | 42:42,9   | Bronzová medaile |
| Závod s hromadným startem (15 km) | Jaroslav Soukup     | 0+1+0+3 | 44:35,0   | 24.              |
| Štafeta (4x7,5 km)                | (1) Michal Krčmář   | 0+0     | 1:15:11.9 | 11.              |
| Štafeta (4x7,5 km)                | (3) Tomáš Krupčík   | 2+1     | 1:15:11.9 | 11.              |
| Štafeta (4x7,5 km)                | (4) Ondřej Moravec  | 0+0     | 1:15:11.9 | 11.              |
| Štafeta (4x7,5 km)                | (2) Jaroslav Soukup | 1+1     | 1:15:11.9 | 11.              |

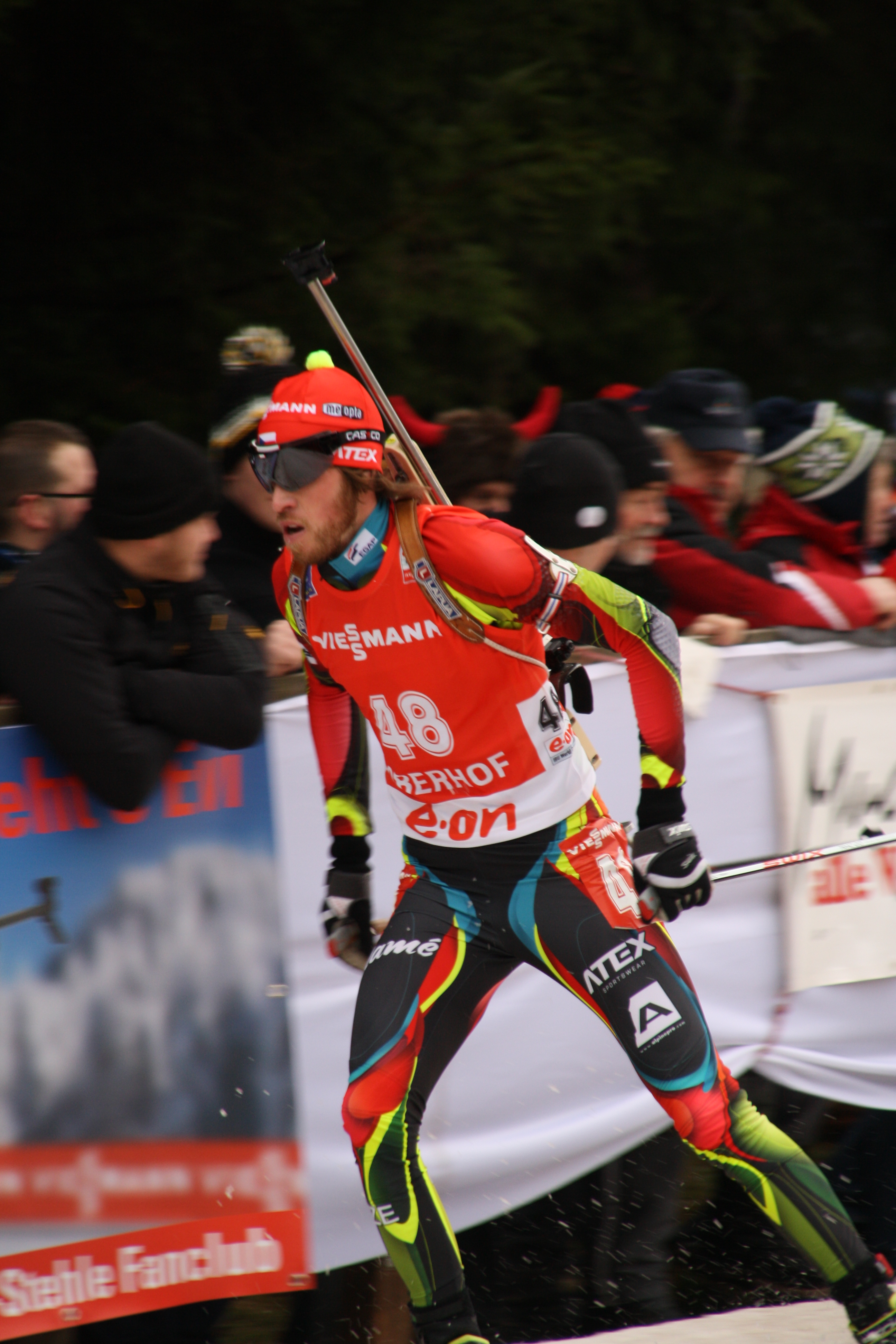
Jaroslav Soukup - biatlon

čísla u jmen znamenají pořadí ve štafetě
Ženy
| závod                               | sportovci              | střelba | výsledek  | umístění         |
| ----------------------------------- | ---------------------- | ------- | --------- | ---------------- |
| Sprint (7,5 km)                     | Veronika Vítková       | 0+0     | 21.50,8   | 16.              |
| Sprint (7,5 km)                     | Gabriela Soukalová     | 3+0     | 22:17,5   | 28.              |
| Sprint (7,5 km)                     | Eva Puskarčíková       | 1+0     | 23:00,9   | 44.              |
| Sprint (7,5 km)                     | Jitka Landová          | 1+1     | 23:16,9   | 49.              |
| Stíhací závod (10 km)               | Gabriela Soukalová     | 0+0+0+1 | 30:18,3   | 4.               |
| Stíhací závod (10 km)               | Veronika Vítková       | 1+0+0+1 | 31:42,9   | 20.              |
| Stíhací závod (10 km)               | Eva Puskarčíková       | 0+0+1+1 | 33:59,0   | 41.              |
| Stíhací závod (10 km)               | Jitka Landová          | 0+2+3+0 | 35:37,6   | 51.              |
| Individuální závod (15 km)          | Gabriela Soukalová     | 0+1+0+1 | 45:17,1   | 4.               |
| Individuální závod (15 km)          | Veronika Vítková       | 0+0+0+1 | 45:46,0   | 6.               |
| Individuální závod (15 km)          | Eva Puskarčíková       | 0+0+0+1 | 47:34,6   | 21.              |
| Individuální závod (15 km)          | Jitka Landová          | 2+1+2+1 | 50:05,7   | 59.              |
| Závod s hromadným startem (12,5 km) | Gabriela Soukalová     | 0+0+0+1 | 35:45,8   | Stříbrná medaile |
| Závod s hromadným startem (12,5 km) | Veronika Vítková       | 0+0+0+0 | 36:49,3   | 8.               |
| Štafeta (4x6 km)                    | (3) Jitka Landová      | 3+2     | 1:11:25.7 | Bronzová medaile |
| Štafeta (4x6 km)                    | (1) Eva Puskarčíková   | 2+2     | 1:11:25.7 | Bronzová medaile |
| Štafeta (4x6 km)                    | (2) Gabriela Soukalová | 0+2     | 1:11:25.7 | Bronzová medaile |
| Štafeta (4x6 km)                    | (4) Veronika Vítková   | 2+1     | 1:11:25.7 | Bronzová medaile |

čísla u jmen znamenají pořadí ve štafetě
Smíšená štafeta
| Závod         | Sportovec              | Střelba | Čas       | Pořadí           |
| ------------- | ---------------------- | ------- | --------- | ---------------- |
| Muži 2x7,5 km | (4) Ondřej Moravec     | 0+1     | 1:09:49.6 | Stříbrná medaile |
| Muži 2x7,5 km | (3) Jaroslav Soukup    | 1+1     | 1:09:49.6 | Stříbrná medaile |
| Ženy 2x6 km   | (2) Gabriela Soukalová | 3+0     | 1:09:49.6 | Stříbrná medaile |
| Ženy 2x6 km   | (1) Veronika Vítková   | 0+1     | 1:09:49.6 | Stříbrná medaile |

čísla u jmen znamenají pořadí ve štafetě

### Boby

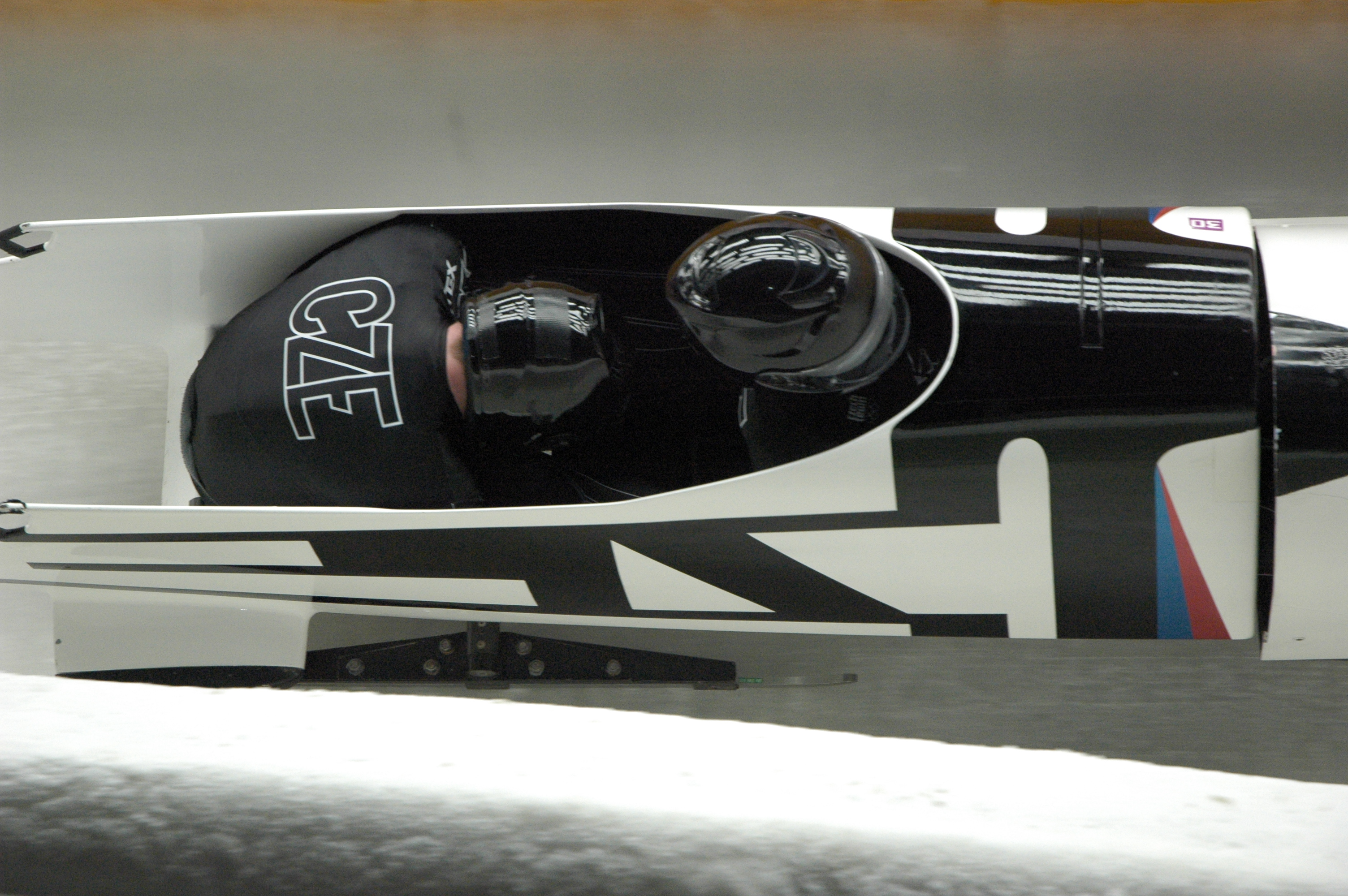
Třetí jízda dvojbobu Jana Vrby a Michala Vacka

| Závod   | Sportovci                                           | 1. jízda | 1. jízda | 2. jízda | 2. jízda | 3. jízda | 3. jízda | 4. jízda     | 4. jízda     | Celkově | Celkově |
| Závod   | Sportovci                                           | Čas      | Pořadí   | Čas      | Pořadí   | Čas      | Pořadí   | Čas          | Pořadí       | Čas     | Pořadí  |
| ------- | --------------------------------------------------- | -------- | -------- | -------- | -------- | -------- | -------- | ------------ | ------------ | ------- | ------- |
| Dvojbob | Michal Vacek Jan Vrba*                              | 57.72    | 24       | 57.75    | 23       | 57.71    | 23       | Nepostoupili | Nepostoupili | 2:53.18 | 24      |
| Čtyřbob | Dominik Dvořák Dominik Suchý Michal Vacek Jan Vrba* | 55.95    | 20       | 55.47    | 9        | 55.95    | 16       | 55.80        | 15           | 3:43.17 | 16      |

* – Pilot bobu

### Krasobruslení
| Závod | Sportovec         | Krátký program/ Originální tanec | Krátký program/ Originální tanec | Volný program/ Volný tanec | Volný program/ Volný tanec | Celkem   | Celkem |
| Závod | Sportovec         | Výsledek                         | Pořadí                           | Výsledek                   | Pořadí                     | Výsledek | Pořadí |
| ----- | ----------------- | -------------------------------- | -------------------------------- | -------------------------- | -------------------------- | -------- | ------ |
| Muži  | Michal Březina    | 81.95                            | 12                               | 151.67                     | 13                         | 233.62   | 10     |
| Muži  | Tomáš Verner      | 81.09                            | 13                               | 151.90                     | 12                         | 232.99   | 11     |
| Ženy  | Elizaveta Ukolova | 51.87                            | 20                               | 84.55                      | 23                         | 136.42   | 22     |

### Lední hokej

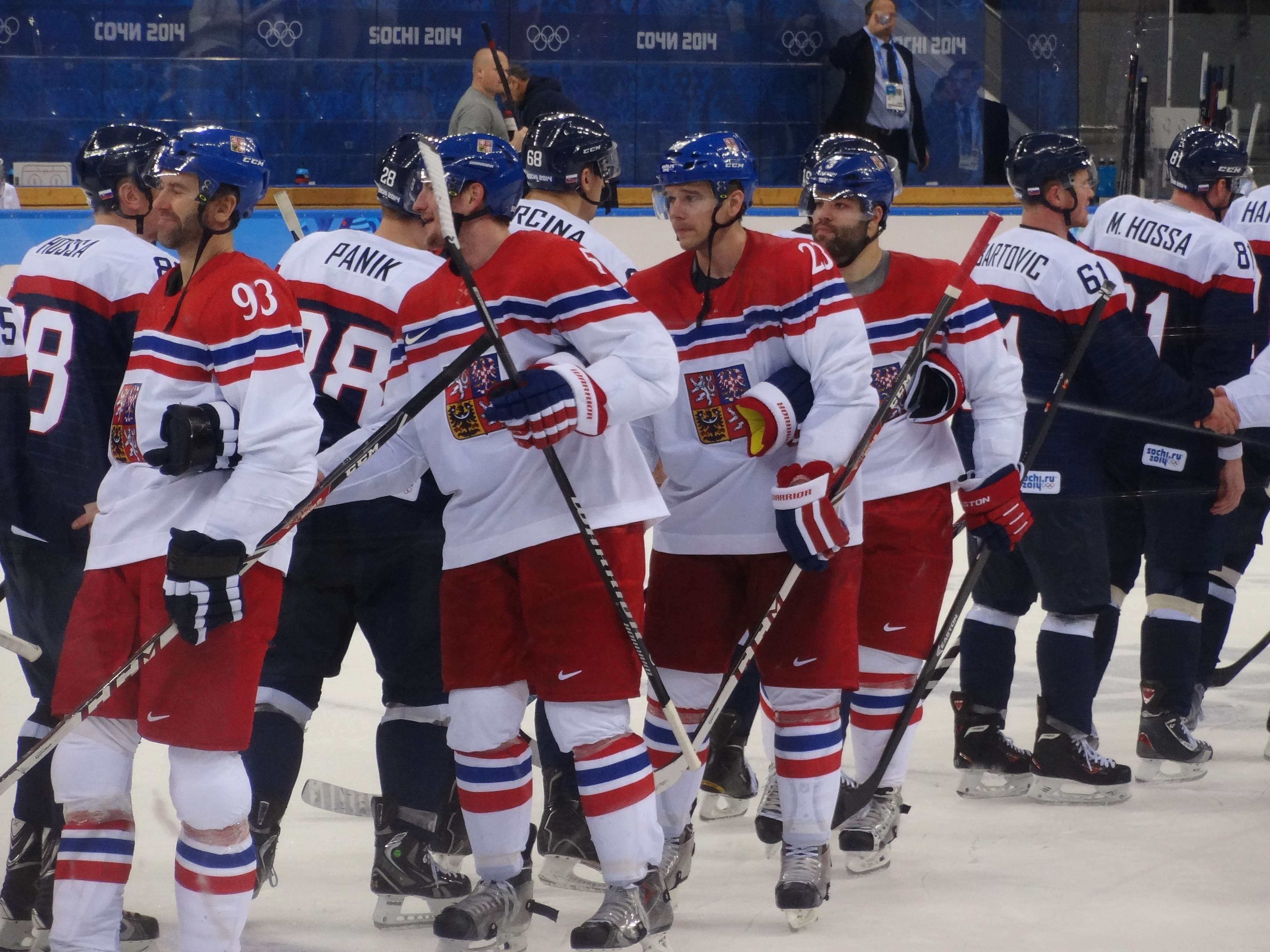
Čeští hokejisté po zápase Česko - Slovensko na OH v Soči

| Soupiska reprezentace |                   |                                |                                |                                |        |        |      |
| Č.                    | Hráč              | Věk                            | Pozice                         | Klub                           | Branky | Asist. | Body |
| 8                     | Michal Barinka    | 29                             | obránce                        | HC Vítkovice Steel             | 0      | 0      | 0    |
| 10                    | Roman Červenka    | 28                             | útočník                        | SKA Petrohrad                  | 2      | 0      | 2    |
| 26                    | Patrik Eliáš      | 37                             | útočník                        | New Jersey Devils              | 0      | 1      | 1    |
| 91                    | Martin Erat       | 32                             | útočník                        | Washington Capitals            | 1      | 0      | 1    |
| 67                    | Michael Frolík    | 25                             | útočník                        | Winnipeg Jets                  | 0      | 0      | 0    |
| 3                     | Radko Gudas       | 23                             | obránce                        | Tampa Bay Lightning            | 0      | 0      | 0    |
| 11                    | Martin Hanzal     | 26                             | útočník                        | Phoenix Coyotes                | 0      | 1      | 1    |
| 83                    | Aleš Hemský       | 30                             | útočník                        | Edmonton Oilers                | 3      | 0      | 3    |
| 68                    | Jaromír Jágr      | 41                             | útočník                        | New Jersey Devils              | 2      | 1      | 3    |
| 7                     | Tomáš Kaberle     | 35                             | obránce                        | Rytíři Kladno                  | 0      | 2      | 2    |
| 1                     | Jakub Kovář       | 25                             | brankář                        | Avtomobilist Jekatěrinburg     | 0      | 0      | 0    |
| 25                    | Lukáš Krajíček    | 30                             | obránce                        | HK Dinamo Minsk                | 0      | 0      | 0    |
| 46                    | David Krejčí      | 27                             | útočník                        | Boston Bruins                  | 1      | 2      | 3    |
| 9                     | Milan Michálek    | 27                             | útočník                        | Ottawa Senators                | 0      | 0      | 0    |
| 23                    | Zbyněk Michálek   | 31                             | obránce                        | Phoenix Coyotes                | 0      | 1      | 1    |
| 93                    | Petr Nedvěd       | 42                             | útočník                        | Bílí Tygři Liberec             | 0      | 1      | 0    |
| 12                    | Jiří Novotný      | 30                             | útočník                        | HC Lev Praha                   | 0      | 0      | 0    |
| 18                    | Ondřej Palát      | 22                             | útočník                        | Tampa Bay Lightning            | 0      | 0      | 0    |
| 31                    | Ondřej Pavelec    | 26                             | brankář                        | Winnipeg Jets                  | 0      | 0      | 0    |
| 14                    | Tomáš Plekanec    | 31                             | útočník                        | Montreal Canadiens             | 1      | 1      | 2    |
| 32                    | Michal Rozsíval   | 35                             | obránce                        | Chicago Blackhawks             | 0      | 0      | 0    |
| 53                    | Alexander Salák   | 27                             | brankář                        | SKA Petrohrad                  | 0      | 0      | 0    |
| 5                     | Ladislav Šmíd     | 28                             | obránce                        | Calgary Flames                 | 0      | 0      | 0    |
| 89                    | Jakub Voráček     | 24                             | útočník                        | Philadelphia Flyers            | 1      | 0      | 1    |
| 2                     | Marek Židlický    | 37                             | obránce                        | New Jersey Devils              | 2      | 1      | 3    |
| Realizační tým        |                   |                                |                                |                                |        |        |      |
| Trenér                | Trenér            | Alois Hadamczik                | Alois Hadamczik                | Alois Hadamczik                |        |        |      |
| Asistenti trenéra     | Asistenti trenéra | Josef Paleček, František Musil | Josef Paleček, František Musil | Josef Paleček, František Musil |        |        |      |
| Generální manažer     | Generální manažer | Slavomír Lener                 | Slavomír Lener                 | Slavomír Lener                 |        |        |      |

#### Zápasy českého týmu v základní skupině
Všechny časy jsou místní (UTC+4), tj. SEČ+3.
| 12. února 2014 21:00 | Česko | 2–4 (0–2, 2–2, 0–0) | Švédsko | Balšaja ledovaja arena, Soči Návštěvnost: 11 419 |  |

| Report                                                                   |                                                                          |                         | |                                                                                   |
| Jakub Kovář Alexander Salák                                              | Jakub Kovář Alexander Salák                                              | Brankáři                | Henrik Lundqvist | Rozhodčí: Konstantin Olenin Kelly Sutherland Čároví: Ivan Dedioulia Greg Devorski |
| M. Židlický (P. Eliáš) – 28:12 J. Jágr (T. Plekanec, T. Kaberle) – 30:01 | M. Židlický (P. Eliáš) – 28:12 J. Jágr (T. Plekanec, T. Kaberle) – 30:01 | 0–1 0–2 0–3 0–4 1–4 2–4 | 10:07 – E. Karlsson (O. Ekman-Larsson, A. Steen) 13:17 – P. Berglund (O. Ekman-Larsson, H. Lundqvist) 20:51 – H. Zetterberg (G. Landeskog, N. Kronwall) 24:07 – E. Karlsson (D. Sedin, N. Bäckström) | Rozhodčí: Konstantin Olenin Kelly Sutherland Čároví: Ivan Dedioulia Greg Devorski |
| 10 min                                                                   | 10 min                                                                   | Tresty                  | 10 min | Rozhodčí: Konstantin Olenin Kelly Sutherland Čároví: Ivan Dedioulia Greg Devorski |
| 29                                                                       | 29                                                                       | Střely                  | 25 | Rozhodčí: Konstantin Olenin Kelly Sutherland Čároví: Ivan Dedioulia Greg Devorski |

| 14. února 2014 12:00 | Česko | 4–2 (2–1, 2–1, 0–0) | Lotyšsko | Balšaja ledovaja arena, Soči Návštěvnost: 5 831 |  |

| Zpráva | |                         |                                                                                         |                                                                  |
| Ondřej Pavelec | Ondřej Pavelec | Brankáři                | Edgars Masaļskis                                                                        | Rozhodčí: Tim Peel Jiry Ronn Čároví: Andre Schräder Mark Wheeler |
| 10:10 – M. Erat (D. Krejčí, A. Hemský) 19:29 – J. Jágr (M. Židlický) 27:06 – J. Voráček (Z. Michálek, M. Barinka) 37:02 – M. Židlický (M. Hanzal, P. Nedvěd) | 10:10 – M. Erat (D. Krejčí, A. Hemský) 19:29 – J. Jágr (M. Židlický) 27:06 – J. Voráček (Z. Michálek, M. Barinka) 37:02 – M. Židlický (M. Hanzal, P. Nedvěd) | 1–0 1–1 2–1 2–2 3–2 4–2 | 13:05 – J. Sprukts (K. Rēdlihs, L. Dārziņš) 22:45 – H. Vasiļjevs (R. Ķēniņš, G. Pujacs) | Rozhodčí: Tim Peel Jiry Ronn Čároví: Andre Schräder Mark Wheeler |
| 8 min | 8 min | Tresty                  | 8 min                                                                                   | Rozhodčí: Tim Peel Jiry Ronn Čároví: Andre Schräder Mark Wheeler |
| 39 | 39 | Střely                  | 20                                                                                      | Rozhodčí: Tim Peel Jiry Ronn Čároví: Andre Schräder Mark Wheeler |

| 15. února 2014 21:00 | Švýcarsko | 1–0 (1–0, 0–0, 0–0) | Česko | Bolšaja ledovaja arena, Soči Návštěvnost: 10 253 |  |

| Zpráva                                         |                                                |          |                |                                                                                      |
| Jonas Hiller                                   | Jonas Hiller                                   | Brankáři | Ondřej Pavelec | Rozhodčí: Daniel Piechaczek Kevin Pollock Čároví: Brad Kovachik Cristopher Woodworth |
| S. Bodenmann (D. Hollenstein, K. Romy) – 14:10 | S. Bodenmann (D. Hollenstein, K. Romy) – 14:10 | 1–0      |                | Rozhodčí: Daniel Piechaczek Kevin Pollock Čároví: Brad Kovachik Cristopher Woodworth |
| 10 min                                         | 10 min                                         | Tresty   | 6 min          | Rozhodčí: Daniel Piechaczek Kevin Pollock Čároví: Brad Kovachik Cristopher Woodworth |
| 26                                             | 26                                             | Střely   | 26             | Rozhodčí: Daniel Piechaczek Kevin Pollock Čároví: Brad Kovachik Cristopher Woodworth |

#### Zápasy českého týmu v play-off
Všechny časy jsou místní (UTC+4), tj. SEČ+3.
| 18. února 2014 21:00 | Česko | 5–3 (3–0, 1–1, 1–2) | Slovensko | Šajba arena, Soči Návštěvnost: 3 628 |  |

| Zpráva | |                                 | |                                                                             |
| Ondřej Pavelec | Ondřej Pavelec | Brankáři                        | Ján Laco | Rozhodčí: Tim Peel Marcus Vinnerborg Čároví: Lonnie Cameron Sakari Suominen |
| A. Hemský (T. Kaberle, J. Voráček) (PP) – 06:53 R. Červenka (J. Jágr, T. Plekanec) – 07:22 D. Krejčí (T. Kaberle, R. Gudas) (PP) – 17:03 R. Červenka – 35:41 T. Plekanec (D. Krejčí) (EN) (PP) – 59:21 | A. Hemský (T. Kaberle, J. Voráček) (PP) – 06:53 R. Červenka (J. Jágr, T. Plekanec) – 07:22 D. Krejčí (T. Kaberle, R. Gudas) (PP) – 17:03 R. Červenka – 35:41 T. Plekanec (D. Krejčí) (EN) (PP) – 59:21 | 1–0 2–0 3–0 4–0 4–1 4–2 4–3 5–3 | 38:57 – M. Hossa (A. Sekera, M. Handzuš) 47:20 – M. Hossa (T. Tatar, M. Handzuš) 48:51 – T. Surový (A. Sekera, M. Bartovič) | Rozhodčí: Tim Peel Marcus Vinnerborg Čároví: Lonnie Cameron Sakari Suominen |
| 2 min | 2 min | Tresty                          | 10 min | Rozhodčí: Tim Peel Marcus Vinnerborg Čároví: Lonnie Cameron Sakari Suominen |
| 29 | 29 | Střely                          | 32 | Rozhodčí: Tim Peel Marcus Vinnerborg Čároví: Lonnie Cameron Sakari Suominen |

| 19. února 2014 21:00 | USA | 5–2 (3–1, 1–0, 1–1) | Česko | Šajba arena, Soči Návštěvnost: 4 606 |  |

| Zpráva | |                             |                                     |                                                                            |
| Jonathan Quick | Jonathan Quick | Brankáři                    | Ondřej Pavelec Alexander Salák      | Rozhodčí: Konstantin Olenin Kevin Pollock Čároví: Derek Amell Ivan Děďulja |
| J. van Riemsdyk (R. Kesler, P. Kane) – 01:39 D. Brown (D. Backes, R. Suter) – 14:38 D. Backes (R. Suter, R. McDonagh) – 19:58 Z. Parise (J. Pavelski, R. Suter) – 29:31 P. Kessel (R. Kesler, K. Shattenkirk) – 42:01 | J. van Riemsdyk (R. Kesler, P. Kane) – 01:39 D. Brown (D. Backes, R. Suter) – 14:38 D. Backes (R. Suter, R. McDonagh) – 19:58 Z. Parise (J. Pavelski, R. Suter) – 29:31 P. Kessel (R. Kesler, K. Shattenkirk) – 42:01 | 1–0 1–1 2–1 3–1 4–1 5–1 5–2 | 04:31 – A. Hemský 53:00 – A. Hemský | Rozhodčí: Konstantin Olenin Kevin Pollock Čároví: Derek Amell Ivan Děďulja |
| 2 min | 2 min | Tresty                      | 6 min                               | Rozhodčí: Konstantin Olenin Kevin Pollock Čároví: Derek Amell Ivan Děďulja |
| 25 | 25 | Střely                      | 23                                  | Rozhodčí: Konstantin Olenin Kevin Pollock Čároví: Derek Amell Ivan Děďulja |

### Rychlobruslení

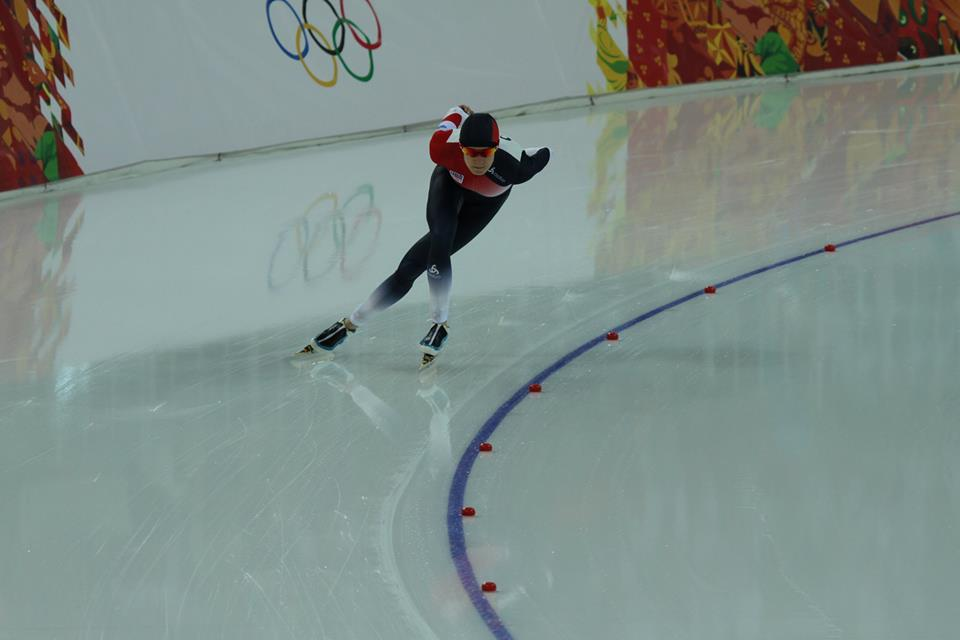
Martina Sáblíková při závodě na 3000 metrů na OH v Soči

Ženy
| Závod  | Sportovec         | 1 jízda | 1 jízda | 2 jízda | 2 jízda | Finále  | Finále           |
| Závod  | Sportovec         | Čas     | Pořadí  | Čas     | Pořadí  | Čas     | Pořadí           |
| ------ | ----------------- | ------- | ------- | ------- | ------- | ------- | ---------------- |
| 500 m  | Karolína Erbanová | 38.23   | 9       | 38.62   | 13      | 76.86   | 10               |
| 1000 m | Karolína Erbanová |         |         |         |         | 1:15.74 | 10               |
| 1500 m | Karolína Erbanová |         |         |         |         | 1:58.23 | 13               |
| 3000 m | Martina Sáblíková |         |         |         |         | 4:01.95 | Stříbrná medaile |
| 5000 m | Martina Sáblíková |         |         |         |         | 6:51.54 | Zlatá medaile    |

### Saně
| Závod                  | Sportovci                                              | 1. jízda | 1. jízda | 2. jízda | 2. jízda | 3. jízda | 3. jízda | 4. jízda | 4. jízda | Celkem čas | Celkem pořadí |
| Závod                  | Sportovci                                              | Čas      | Pořadí   | Čas      | Pořadí   | Čas      | Pořadí   | Čas      | Pořadí   | Celkem čas | Celkem pořadí |
| ---------------------- | ------------------------------------------------------ | -------- | -------- | -------- | -------- | -------- | -------- | -------- | -------- | ---------- | ------------- |
| Muži - jednotlivci     | Ondřej Hyman                                           | 53,222   | 24.      | 53,145   | 25.      | 52,783   | 26.      | 52,708   | 26.      | 3:31,858   | 25.           |
| Ženy - jednotlivkyně   | Vendula Kotenová                                       | 51,760   | 25.      | 51,492   | 24.      | 51,856   | 26.      | 51,567   | 24.      | 3:26,675   | 24.           |
| Muži - dvojice         | Lukáš Brož, Antonín Brož                               | 50,665   | 15.      | 50,387   | 11.      |          |          |          |          | 1:41,052   | 13.           |
| Smíšená týmová štafeta | Vendula Kotenová Ondřej Hyman Lukáš Brož, Antonín Brož | 55,600   | 9.       | 56,926   | 11.      | 57,276   | 8.       |          |          | 2:49,805   | 9.            |

### Severská kombinace
| Závod                                     | Sportovci                                               | Skoky | Skoky | Skoky  | Běh     | Běh    | Celkem  | Celkem |
| Závod                                     | Sportovci                                               | Délka | Body  | Pořadí | Čas     | Pořadí | Čas     | Pořadí |
| ----------------------------------------- | ------------------------------------------------------- | ----- | ----- | ------ | ------- | ------ | ------- | ------ |
| Střední (normální) můstek, běh 10 km      | Pavel Churavý                                           | 96.5  | 114.9 | 22     | 24:26.1 | 27     | 25:32.1 | 23     |
| Střední (normální) můstek, běh 10 km      | Miroslav Dvořák                                         | 89.5  | 101.8 | 44     | 23:59.6 | 18     | 25:58.6 | 29     |
| Střední (normální) můstek, běh 10 km      | Tomáš Portyk                                            | 97.5  | 119.8 | 13     | 25:30.2 | 36     | 26:17.2 | 32     |
| Střední (normální) můstek, běh 10 km      | Tomáš Slavík                                            | 94.0  | 108.1 | 33     | 24:09.4 | 22     | 25:43.4 | 25     |
| Velký můstek, běh 10 km                   | Pavel Churavý                                           | 123.0 | 103.6 | 24     | 24:10.0 | 32     | 25:52.0 | 32     |
| Velký můstek, běh 10 km                   | Miroslav Dvořák                                         | 125.0 | 104.2 | 22     | 22:21.1 | 2      | 24:00.1 | 11     |
| Velký můstek, běh 10 km                   | Tomáš Portyk                                            | 128.5 | 114.4 | 10     | 24:01.8 | 25     | 24:59.8 | 25     |
| Velký můstek, běh 10 km                   | Tomáš Slavík                                            | 120.5 | 101.0 | 26     | 23:44.2 | 29     | 25:36.2 | 29     |
| Závod družstev (velký můstek, běh 4×5 km) | Pavel Churavý Miroslav Dvořák Tomáš Portyk Tomáš Slavík | 493.0 | 440.0 | 5      | 48:40.1 | 8      | 49:36.1 | 7      |

### Short track
Muži
| Závod  | Sportovec      | Rozjížka | Rozjížka | Semifinále  | Semifinále  | Finále      | Finále |
| Závod  | Sportovec      | Čas      | Pořadí   | Čas         | Pořadí      | Čas         | Pořadí |
| ------ | -------------- | -------- | -------- | ----------- | ----------- | ----------- | ------ |
| 1500 m | Vojtěch Loudín | 2:14.906 | 5*       | Nepostoupil | Nepostoupil | Nepostoupil | 26     |

* - 5 místo v 5 rozjížce
Ženy
| Závod  | Sportovec        | Rozjížka   | Rozjížka   | Čtvrtfinále  | Čtvrtfinále  | Semifinále   | Semifinále   | Finále       | Finále       |
| Závod  | Sportovec        | Čas        | Pořadí     | Čas          | Pořadí       | Čas          | Pořadí       | Čas          | Pořadí       |
| ------ | ---------------- | ---------- | ---------- | ------------ | ------------ | ------------ | ------------ | ------------ | ------------ |
| 1000 m | Kateřina Novotná | Penalizace | Penalizace | Nepostoupila | Nepostoupila | Nepostoupila | Nepostoupila | Nepostoupila | Nepostoupila |
| 1500 m | Kateřina Novotná | 2:27.232   | 6*         |              |              | Nepostoupila | Nepostoupila | Nepostoupila | 31           |

* - 6 místo ve 44 rozjížce

### Skoky na lyžích
| Závod                   | Sportovec                                           | Kvalifikace | Kvalifikace | Kvalifikace | 1 kolo | 1 kolo | 1 kolo | 2 kolo      | 2 kolo      | 2 kolo      | Celkově     | Celkově     |
| Závod                   | Sportovec                                           | Délka       | Body        | Pořadí      | Délka  | Body   | Pořadí | Délka       | Body        | Pořadí      | Body        | Pořadí      |
| ----------------------- | --------------------------------------------------- | ----------- | ----------- | ----------- | ------ | ------ | ------ | ----------- | ----------- | ----------- | ----------- | ----------- |
| Velký můstek            | Antonín Hájek                                       | 117.0       | 91.8        | 34          | 128.0  | 113.6  | 28     | 124.5       | 112.1       | 28          | 225.7       | 28          |
| Velký můstek            | Jakub Janda                                         | 124.5       | 113.6       | 10          | 127.0  | 115.3  | 27     | 126.0       | 116.3       | 27          | 231.6       | 27          |
| Velký můstek            | Roman Koudelka                                      | 120.0       | 104.6       | 20          | 128.0  | 119.1  | 21     | 125.5       | 124.4       | 14          | 243.5       | 19          |
| Velký můstek            | Jan Matura                                          | 120.5       | 106.4       | 17          | 131.0  | 125.6  | 11     | 121.0       | 119.2       | 22          | 244.8       | 18          |
| Střední můstek          | Lukáš Hlava                                         | 92.5        | 108.7       | 25          | 91.5   | 105.7  | 46     | Nepostoupil | Nepostoupil | Nepostoupil | Nepostoupil | Nepostoupil |
| Střední můstek          | Jakub Janda                                         | 98.5        | 117.0       | 10          | 98.5   | 125.2  | 17     | 96.5        | 118.6       | 21          | 243.8       | 19          |
| Střední můstek          | Roman Koudelka                                      | 99.5        | 121.3       | 6           | 98.5   | 122.5  | 24     | 99.5        | 124.3       | 13          | 246.8       | 16          |
| Střední můstek          | Jan Matura                                          | 97.0        | 118.5       | 8           | 96.5   | 123.9  | 18     | 95.5        | 115.6       | 25          | 239.5       | 23          |
| Družstvo - velký můstek | Antonín Hájek Jakub Janda Roman Koudelka Jan Matura |             |             |             | 504.0  | 476.0  | 7      | 516.5       | 491.8       | 7           | 967.8       | 7           |

### Snowboarding
Alpské disciplíny
| Závod                 | Sportovec     | Kvalifikace | Kvalifikace | Osmifinále                          | Čtvrtfinále                         | Semifinále   | Finále       | Finále       |
| Závod                 | Sportovec     | Čas         | Pořadí      | Soupeř Čas                          | Soupeř Čas                          | Soupeř Čas   | Soupeř Čas   | Pořadí       |
| --------------------- | ------------- | ----------- | ----------- | ----------------------------------- | ----------------------------------- | ------------ | ------------ | ------------ |
| Paralelní obří slalom | Ester Ledecká | 1:49.17     | 10          | Rieglerová · Rakousko (AUT) · −0.49 | Kummerová · Švýcarsko (SUI) · +0.30 | Nepostoupila | Nepostoupila | Nepostoupila |
| Paralelní slalom      | Ester Ledecká | 1:03.74     | 2           | Sobolevová · Rusko (RUS) · −0.18    | Karstensová · Německo (GER) · +0.30 | Nepostoupila | Nepostoupila | Nepostoupila |

Freestyle
| Závod      | sportovec        | Kvalifikace | Kvalifikace | Kvalifikace | Kvalifikace | Semifinále | Semifinále | Semifinále | Semifinále | Finále       | Finále       | Finále       | Finále       |
| Závod      | sportovec        | 1. kolo     | 2. kolo     | Lepší       | Pořadí      | 1. kolo    | 2. kolo    | Lepší      | Pořadí     | 1. kolo      | 2. kolo      | Lepší        | Pořadí       |
| ---------- | ---------------- | ----------- | ----------- | ----------- | ----------- | ---------- | ---------- | ---------- | ---------- | ------------ | ------------ | ------------ | ------------ |
| U rampa    | Šárka Pančochová | 42.75       | 66.25       | 66.25       | 8*          | 34.00      | 31.50      | 34.00      | 9**        | Nepostoupila | Nepostoupila | Nepostoupila | Nepostoupila |
| Slopestyle | Šárka Pančochová | 77.75       | 33.75       | 77.75       | 5*          | 90.50      | 22.50      | 90.50      | 1          | 86.25        | 20.00        | 86.25        | 5            |

* - ve své kvalifikační skupině, ** – po sečtení obou jízd celkově 10 místo
Snowboardcross
| Závod               | Sportovec   | Rozjížďka | Rozjížďka | Osmifinále | Čtvrtfinále | Semifinále  | Finále        |
| Závod               | Sportovec   | Čas       | Pořadí    | Pořadí     | Pořadí      | Pořadí      | Pořadí        |
| ------------------- | ----------- | --------- | --------- | ---------- | ----------- | ----------- | ------------- |
| Snowboardcross muži | David Bakeš | Zrušeno*  | Zrušeno*  | 4**        | Nepostoupil | Nepostoupil | =25           |
| Snowboardcross muži | Emil Novák  | Zrušeno*  | Zrušeno*  | 4**        | Nepostoupil | Nepostoupil | =25           |
| Snowboardcross ženy | Eva Samková | 1:20.61   | 1         |            | 1***        | 1****       | Zlatá medaile |

* – Zrušeno pro nepříznivé počasí, ** – ve svém osmifinále, *** – vítězství ve svém čtvrtfinále,**** – vítězství ve svém semifinále 